# Собенс
Собе́нс (фр. и окс. Saubens) — коммуна во Франции, находится в регионе Юг — Пиренеи. Департамент — Верхняя Гаронна. Входит в состав кантона Порте-сюр-Гарон. Округ коммуны — Мюре.
Код INSEE коммуны — 31533.

## География

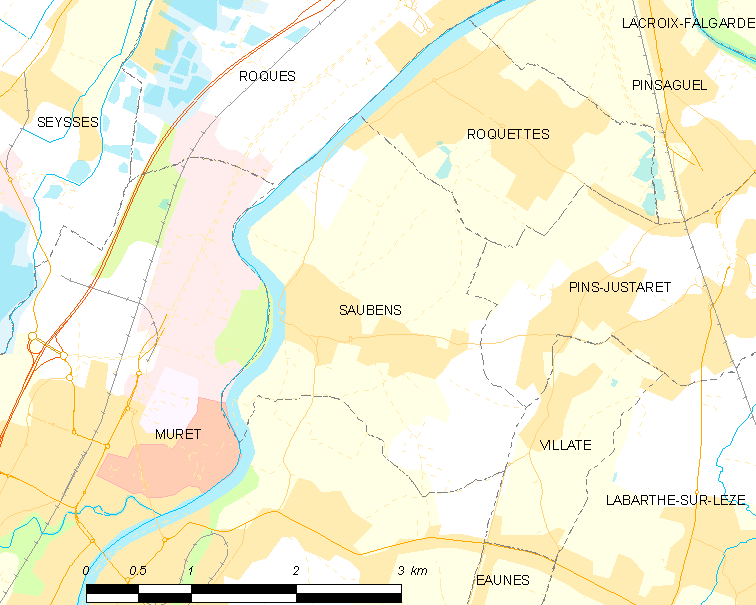
Карта коммуны

Коммуна расположена приблизительно в 610 км к югу от Парижа, в 16 км к юго-западу от Тулузы.
На западе коммуны протекает река Гаронна.

## Климат
Климат умеренно-океанический. Зима мягкая и снежная, весна характеризуется сильными дождями и грозами, лето сухое и жаркое, осень солнечная. Преобладают сильные юго-восточные и северо-западные ветры.

## Население
Население коммуны на 2010 год составляло 1913 человек.
| 1962 | 1968 | 1975 | 1982 | 1990 | 1999 | 2010 |
| ---- | ---- | ---- | ---- | ---- | ---- | ---- |
| 196  | 222  | 536  | 898  | 1010 | 1302 | 1913 |

## Администрация
| Период | Период | Фамилия          | Партия       | Примечания |
| ------ | ------ | ---------------- | ------------ | ---------- |
| 1995   | 2014   | Жан-Клод Кассань |              |            |
| 2014   | 2020   | Жан-Марк Бержья  | Разные левые |            |

## Экономика
В 2010 году среди 1216 человек трудоспособного возраста (15—64 лет) 922 были экономически активными, 294 — неактивными (показатель активности — 75,8 %, в 1999 году было 72,8 %). Из 922 активных жителей работали 851 человек (432 мужчины и 419 женщин), безработных было 71 (27 мужчин и 44 женщины). Среди 294 неактивных 131 человек были учениками или студентами, 94 — пенсионерами, 69 были неактивными по другим причинам.

## Достопримечательности
- Церковь Нотр-Дам (XII век). Исторический памятник с 1926 года[4]